# Halichoeres rubricephalus
Halichoeres rubricephalus är en fiskart som beskrevs av Kuiter och Randall, 1995. Halichoeres rubricephalus ingår i släktet Halichoeres och familjen läppfiskar. IUCN kategoriserar arten globalt som otillräckligt studerad. Inga underarter finns listade i Catalogue of Life.